# Nadine Fähndrichová
Nadine Fähndrichová (* 16. října 1995 Schwarzenberg) je švýcarská běžkyně na lyžích, specialistka na sprinterské závody. Je trojnásobnou medailistkou z Mistrovství světa, čímž je rekordmankou mezi švýcarskými běžkyněmi na lyžích. Ve Světovém poháru si připsala 6 vítězství v individuálních závodech (z celkových 9 švýcarských běžkyň na lyžích).

## Sportovní kariéra
První reprezentační start si připsala v březnu 2010 v Alpském poháru. Na Zimních olympijských hrách mládeže 2012 byla čtvrtá se smíšenou štafetou a sedmá ve sprintu. Ve Světovém poháru debutovala v prosinci 2015. Získala celkem devět pódiových umístění, v prosinci 2020 vyhrála v Drážďanech sprint žen i sprint dvojic, další tři individuální vítězství ve sprintu přidala v prosinci 2022 – Beitostølenu, v Davosu a ve Val Müstair. V celkovém hodnocení Světového poháru mezi sprinterkami skončila dvakrát druhá – v sezóně 2020–21 za Anamarijí Lampičovou a v sezóně 2022-23 za Majou Dahlqvistovou, kdy jí zisk malého křišťálového globu unikl až v posledním sprinterském závodě sezóny o pouhých 7 bodů.
Zúčastnila se Zimních olympijských her 2018, kde skončila čtvrtá ve sprintu dvojic, sedmá ve štafetě, dvacátá v individuálním sprintu a sedmadvacátá ve skiatlonu. Na mistrovství světa v klasickém lyžování byl ve sprintu dvojic v roce 2017 sedmá, v roce 2019 osmá a v roce 2021 získala spolu s Laurien van der Graaffovou stříbrnou medaili. Na MS 2019 byla také pátá na 10 km klasickou technikou a sedmá v individuálním sprintu. Na mistrovství světa juniorů v klasickém lyžování získala v roce 2016 stříbrnou medaili ve sprintu a v roce 2018 stříbro ve sprintu a bronz v závodě na 10 km.
Získala osm titulů lyžařské mistryně Švýcarska. V roce 2018 vyhrála Engadinský lyžařský maratón. Na Tour de Ski 2021 obsadila celkově jedenácté místo.
Je členkou klubu SC Horw.

## Výsledky

### Výsledky ve Světovém poháru
| Sezóna  | Věk | Sezónní výsledky | Sezónní výsledky | Sezónní výsledky | Sezónní výsledky | Výsledky na Ski Tour | Výsledky na Ski Tour | Výsledky na Ski Tour | Výsledky na Ski Tour | Výsledky na Ski Tour |
| Sezóna  | Věk | Celkově          | Distance         | Sprinty          | U23              | Nordic Opening       | Tour de Ski          | Ski Tour 2020        | WC Final             | Ski Tour Kanada      |
| ------- | --- | ---------------- | ---------------- | ---------------- | ---------------- | -------------------- | -------------------- | -------------------- | -------------------- | -------------------- |
| 2015/16 | 20  | 58.              | NC               | 37.              | 10.              | —                    | DNF                  | —                    | —                    | —                    |
| 2016/17 | 21  | 35.              | 42.              | 21.              | 3.               | 47.                  | DNF                  | —                    | 30.                  | —                    |
| 2017/18 | 22  | 37.              | 31.              | 21.              | 4.               | 53.                  | 19.                  | —                    | 28.                  | —                    |
| 2018/19 | 23  | 19.              | 25.              | 10.              | —                | 45.                  | DNF                  | —                    | 26.                  | —                    |
| 2019/20 | 24  | 20.              | 32.              | 7.               | —                | 24.                  | DNF                  | 20.                  | —                    | —                    |
| 2020/21 | 25  | 10.              | 17.              | 2.               | —                | 24.                  | 11.                  | —                    | —                    | —                    |
| 2021/22 | 26  | 13.              | 20.              | 5.               | —                | —                    | 18.                  | —                    | —                    | —                    |
| 2022/23 | 27  | 5.               | 22.              | 2.               | —                | —                    | 22.                  | —                    | —                    | —                    |
| 2023/24 | 28  | 18.              | 30.              | 9.               | —                | —                    | DNF                  | —                    | —                    | —                    |
| 2024/25 | 29  |                  |                  | 2.               | —                | —                    | 24.                  | —                    | —                    | —                    |

### Výsledky na OH
| Rok  | Věk | 10 km | 15 km skiatlon | 30 km hromadný start | sprint | 4 × 5 km štafeta | sprint dvojic |
| ---- | --- | ----- | -------------- | -------------------- | ------ | ---------------- | ------------- |
| 2018 | 22  | —     | 27.            | —                    | 20.    | 7.               | 4.            |
| 2022 | 26  | 22.   | —              | —                    | 5.     | 7.               | 7.            |

### Výsledky na MS
| Rok  | Věk | 10 km | 15 km skiatlon | 30 km hromadný start | sprint | 4 × 5 km štafeta | sprint dvojic |
| ---- | --- | ----- | -------------- | -------------------- | ------ | ---------------- | ------------- |
| 2017 | 21  | 25.   | —              | —                    | 25.    | 7.               | 7.            |
| 2019 | 23  | 5.    | —              | —                    | 7.     | 10.              | 8.            |
| 2021 | 25  | —     | —              | —                    | 33.    | —                | 2.            |
| 2023 | 27  | 8.    | —              | —                    | 9.     | 10.              | 5.            |
| 2025 | 29  | —     | 14.            | —                    | 3.     | 5.               | 3.            |